# Cicadula fronatlis
Cicadula fronatlis är en insektsart. Cicadula fronatlis ingår i släktet Cicadula och familjen dvärgstritar. Utöver nominatformen finns också underarten C. f. pellucens.